# Dzisna (West-Pommeren)
Dzisna is een plaats in het Poolse district  Goleniowski, woiwodschap West-Pommeren. De plaats maakt deel uit van de gemeente Przybiernów en telt 100 inwoners.